# 圣安斯加尔
圣安斯加尔（英語：Ansgar）是东法兰克王国北部汉堡-不莱梅大主教，又被称为“北方使徒”（Apostle of the North），曾前往北欧传教未获成功，後來漢堡總教區承繼了他的傳教使命。月球上的安斯加尔环形山以他的名字命名。